# Ветрен (Силистренская область)
Ветрен (болг. Ветрен) — село в Болгарии. Находится в Силистренской области, входит в общину Силистра. Население составляет 245 человек.

## Политическая ситуация
В местном кметстве Ветрен, в состав которого входит Ветрен, должность кмета (старосты) исполняет Неделчо Христов Кескинов (Болгарская социалистическая партия (БСП)) по результатам выборов.
Кмет (мэр) общины Силистра — Иво Кирилов Андонов (инициативный комитет) по результатам выборов.